# Campionato Paraibano 2025
Il Campionato Paraibano 2025 è stata la 115ª edizione della massima serie del campionato paraibano. La stagione è iniziata l'11 gennaio 2024 e si è conclusa il 30 marzo successivo.

## Stagione

### Novità
Al termine della stagione 2024, sono retrocesse in Segunda Divisão São Paulo Crystal e Atlético Cajazeirense. Dalla Segunda Divisão sono salite Auto Esporte-PB ed Esporte-PB.
Il CSP non ha preso parte a questa edizione del campionato per motivi economici, ed è stato sostituito dal Picuiense.

### Formato
Il torneo si svolge in due fasi: la prima è composta da un girone unico. Le prime quattro classificate di tale girone, accedono alla seconda fase che decreterà la vincitrice del campionato. Le ultime due classificate della prima fase, retrocedono in Segunda Divisão.

## Risultati

### Prima fase
|  | Pos. | Squadra         | Pt | G | V | N | P | GF | GS | DR  |
|  | ---- | --------------- | -- | - | - | - | - | -- | -- | --- |
|  | 1    | Sousa           | 20 | 9 | 6 | 2 | 1 | 14 | 3  | +11 |
|  | 2    | Botafogo-PB     | 19 | 9 | 6 | 1 | 2 | 19 | 8  | +11 |
|  | 3    | Treze           | 18 | 9 | 5 | 3 | 1 | 18 | 8  | +10 |
|  | 4    | Serra Branca    | 17 | 9 | 5 | 2 | 2 | 21 | 8  | +13 |
|  | 5    | Campinense      | 14 | 9 | 4 | 2 | 3 | 14 | 10 | +4  |
|  | 6    | Esporte-PB      | 10 | 9 | 3 | 1 | 5 | 14 | 16 | -2  |
|  | 7    | Pombal          | 9  | 9 | 2 | 3 | 4 | 7  | 11 | -4  |
|  | 8    | Nacional-PB     | 9  | 9 | 2 | 3 | 4 | 15 | 21 | -6  |
|  | 9    | Auto Esporte-PB | 7  | 9 | 1 | 4 | 4 | 9  | 16 | -7  |
|  | 10   | Picuiense       | 1  | 9 | 0 | 1 | 8 | 5  | 35 | -30 |

Legenda:
      Ammessa alla fase finale.
      Retrocesse in Segunda Divisão 2026
Note:
Tre punti a vittoria, uno a pareggio, zero a sconfitta.

### Fase finale
|  | Semifinali | Semifinali   | Semifinali | Semifinali | Semifinali |  |  | Finale      | Finale      | Finale | Finale | Finale |  |
|  |            |              |            |            |            |  |  |             |             |        |        |        |  |
|  | 4          | Serra Branca | 1          | 1          | 2 (3)      |  |  |             |             |        |        |        |  |
|  | 1          | Sousa (dtr)  | 1          | 1          | 2 (4)      |  |  | Sousa       | Sousa       | 1      | 1      | 2      |  |
|  | 3          | Treze        | 1          | 0          | 1          |  |  | Botafogo-PB | Botafogo-PB | 0      | 1      | 1      |  |
|  | 2          | Botafogo-PB  | 2          | 0          | 2          |  |  |             |             |        |        |        |  |